# Mendoza elongata
Mendoza elongata là một loài nhện trong họ Salticidae.
Loài này thuộc chi Mendoza. Mendoza elongata được Ferdinand Karsch miêu tả năm 1879.